# 流通神様
『流通神様』（りゅうつうかみさま）は、1991年10月3日から1992年3月26日まで日本テレビで放送されていたバラエティ番組である。放送時間は毎週木曜 25:40 - 26:10 （日本標準時）。

## 概要
1991年9月まで同時間帯で放送されていた『レベルのラベル』の後継番組で、毎回1つのテーマを取り上げてはそのテーマの「神様」を決めていた。テーマはサブカル系統のものが多かった。

## スタッフ
- 出演：怪物ランド
- ナレーション：大森章督
- 構成：飯田まち子
- TK：石島加奈子
- 音効：稲船義之
- 美術：宮沢利忠
- CG：佐藤篤司（日本セルモ）、須藤牧人
- 撮影：長谷川圭一、鈴木貴史（映像集団）
- 編集：柳生俊一、蛭田秀昭
- MA：伊東香澄（映像通信）
- 演出：天野方也、笠原哲郎、大谷太郎、長平良亜生
- プロデューサー補：杉野裕俊
- プロデューサー：森本規夫、佐藤一、石坂公彦
- 制作協力：INFAS、TVステーション
- 制作：白石重昭
- 制作著作：日本テレビ

| 日本テレビ 木曜25:40枠                          | 日本テレビ 木曜25:40枠                     | 日本テレビ 木曜25:40枠                                   |
| 前番組                                          | 番組名                                     | 次番組                                                   |
| ----------------------------------------------- | ------------------------------------------ | -------------------------------------------------------- |
| レベルのラベル （1991年4月4日 - 1991年9月26日） | 流通神様 （1991年10月3日 - 1992年3月26日） | 劇的空間 僕の歌は君の歌 （1992年4月2日 - 1992年4月23日） |